# Herzattacke (Kunstzeitschrift)
Die Herzattacke ist eine deutsche Literatur- und Kunstzeitschrift. Sie veröffentlicht zeitgenössische originalgrafische Arbeiten und literarische Texte. Die Ausgaben haben den Charakter bibliophiler Einzelbücher.
Der Titel und die Idee gehen auf die gleichnamige Künstlergruppe zurück, die sich 1988 in Ost-Berlin um den Lyriker Maximilian Barck gebildet hatte. Der Künstlerkreis hatte die Absicht, Lyrik, Prosatexte und literarische Essays in Verbindung mit originalgrafischen Werken zu publizieren, ohne Zensur befürchten zu müssen.
Die Zeitschrift entstand Ende der 1980er Jahre als eine der unabhängigen Zeitschriften der DDR. Begrenzte Kreise junger bildender Künstler und Schriftsteller schufen sich damit jenseits der staatlich gepflegten Kulturlandschaft in Privatwohnungen, Ateliers und inoffiziellen Galerien mit originalgrafischen Produkten ihre eigene Öffentlichkeit mit Werken, die sonst keine Chance zur Veröffentlichung hatten. Für einen derartigen Künstleraustausch war in der Kulturpolitik der DDR kein Platz, galt Teilnahme als Subversion und war daher nicht ungefährlich. Ein eigenständiges künstlerisches Agieren war nur in subkultureller Form möglich.
Im Sommer 1985 hatte der Dichter Maximilian Barck die unabhängige Künstlergruppe „Maldoror“ in Ostberlin gegründet. Aus dem ersten Projekt, der Surrealismus-Collage „Der Spiegel eines Augenblicks“*  mit Texten von Comte de Lautréamont, André Breton, Arthur Rimbaud und anderen, verbunden mit Bildprojektionen, wie von André Masson und René Magritte, sowie Musik von Eric Satie, dem im Herbst 1987 ein zweiter Versuch zum Surrealismus: „Lautréamont und wir“ gefolgt war, entwickelte sich 1988 Barcks Konzept: Zeitgenössische originalgrafische Werke mit Textbegleitung herauszugeben wie André Breton im surrealistischen Minotaure.
Veröffentlichungen in einer Auflagen unter 100 Exemplaren zu produzieren, war in der DDR als nicht „lizenzpflichtig“ möglich. Den Freiraum nutzte Barck 1989 für die „Herzattacke“. Beteiligt waren bildende Künstler, wie Lothar Böhme, Johannes Heisig, Harald Metzkes, Strawalde, Klaus Zylla, Thomas H. Weber, Mikos Meininger und gleichermaßen Autoren wie Wolfgang Hilbig, Elke Erb, Durs Grünbein, Lothar Klünner und Gert Neumann. Wie auch bei der Herstellung anderer inoffizieller Publikationen war es schwierig, Exemplare der Zeitschriften mit Kopiergeräten zu vervielfältigen. Die Originale der Grafiken waren Exklusivanfertigungen und die einzelnen Zeitschriftexemplare stellten die Mitglieder des Vereins in Privatwohnungen her.
Nach dem Fall der Mauer gelang der Künstlergruppe ihre Arbeit unter neuen Bedingungen fortzusetzen. Dies ist vor allem dem Gründer Maximilian Barck zu danken, der unbeirrt an der Herausgabe der Zeitschrift „Herzattacke“ und der Edition von bibliophilen Einzelbüchern in limitierter Auflage festhielt, während andere Künstlergruppen der ehemaligen DDR solche Publikationen nach 1989 mit wenigen Ausnahmen einstellten. Unterstützt von privaten Sponsoren konnte der Verein umfangreiche Tätigkeiten entfalten. Es folgten die Gründungen der Editionen „Maldoror“ und „Quatre en Samisdat“ (1993). In der Edition Maldoror gab Maximilian Barck originalgrafisch hergestellte Bücher heraus, die Texte der Autoren der Herzattacke mit Originalen von bildenden Künstlern des Kunstvereins als Künstlerbuch zusammenführte. Außerdem nahm der Verein einen Galeriebetrieb auf. Regelmäßig konnten Ausstellungen gezeigt und im Rahmen der Eröffnungen Lesungen durchgeführt werden.
Durch seine umfangreichen Tätigkeiten machte der Verein, der 1991 die Form eines gemeinnützigen Vereins angenommen hatte, in der Berliner Kunstszene auf sich aufmerksam. Im Jahre 2005 fand der Gründer und Herausgeber Barck als Träger des Victor Otto Stomps-Preises öffentliche Anerkennung. Nach seinem Tod im Jahr 2013 führen Markus Metke, Heike Willingham, Simone Katrin Paul sowie Malte Barck die Literatur- und Kunstzeitschrift in seinem Sinne fort. Die auch international bekannte Zeitschrift konnte 2018 ihren 30. Jahrgang mit ihrer 100. Veröffentlichung als Sonderausgabe begehen.